# La vestizione della sposa
La vestizione della sposa è un dipinto a olio su tela (129,6×96,3 cm) realizzato nel 1940 dal pittore surrealista Max Ernst. Situata nella Collezione Peggy Guggenheim di Venezia, l'opera venne donata dall'artista a sua moglie Peggy Guggenheim nel 1942.
Viene considerato uno dei dipinti di maggiore effetto dell'artista.

## Descrizione
Come suggerisce il titolo, l'opera raffigura il tema della vestizione della sposa. La protagonista al centro della scena è vestita soltanto con un sontuoso mantello costituito da piume rosse. Il suo volto è coperto dalla mostruosa testa-maschera di un barbagianni nel cui piumaggio sono seminascosti un occhio umano (forse della sposa) ed una testolina giallognola.
A sinistra appare un uccello antropomorfo di colore verde che regge la punta di una lancia spezzata mentre nell'altro lato vi sono due creature inquietanti: una fanciulla dalla capigliatura innaturale che viene allontanata con un gesto della mano dalla sposa e un mostriciattolo grottesco.
L'ambiente è costituito da un pavimento a scacchiera in cui si erge una parete. In essa è appeso un quadro che ritrae la sposa divenuta simile ad un ambiente naturale.
Nell'opera risaltano soprattutto il forte erotismo e la teatralità delle pose di ciascun personaggio. Nel complesso, la vestizione della sposa appare inquietante ed evoca un'atmosfera da incubo.

## Caratteristiche tecniche
La tecnica utilizzata nell'opera la rende visionaria ed enigmatica. La superficie del dipinto ha un particolare aspetto a causa della tecnica utilizzata dall'artista: essa consiste nell'associazione della decalcomania e del colore a olio su tela ottenendo una suggestiva trama sgranata. La prospettiva è incoerente ma il punto di fuga del pavimento è in grado di confluire maggior profondità alla scena. Lo sfondo è architettonico, l'intera scena è costituita da contrasti chiaroscurali simili a giochi di luce e ombre.

## Significati simbolici
Come capita in tutte le opere surrealiste di Ernst, La vestizione della sposa è ricca di significati simbolici enigmatici.
La testa da gufo della protagonista sottolinea la capacità della sposa di vedere al buio, tratto in comune con la dea Minerva (protettrice dell'intelligenza e degli artigiani, nota per la sua saggezza) e anche con chi riesce a vedere oltre. La saggezza del personaggio della sposa consiste nel suo avvicinarsi all'amore fisico che le permetterà di comprendere l'universo. Il mantello rosso è ispirato ad una descrizione di André Breton relativa ad un "mantello splendido e convulsivo, fatto dall'infinita ripetizione di piume rosse, senza eguali, di un uccello raro, indossato dai capitribù hawaiani".
L'altra figura femminile simboleggia la verginità. Il suo volto è rivolto verso il dipinto, che assume l'aspetto di un "rito di iniziazione", una sorta di passaggio verso uno stadio superiore che implica una conoscenza completa della vita e dell'amore. Lo stesso dipinto simboleggerebbe anche l'abbandono della condizione di solitudine originaria per entrare in un mondo di relazioni.
L'uccello antropomorfo è simbolo dell'uomo; egli regge il simbolo fallico della lancia che indica il pube della ragazza. Ciò simboleggia una castità che sta per essere perduta. L'uomo, probabilmente, dev'essere interpretato come una raffigurazione personale di Ernst.
Il mostriciattolo in basso a destra rappresenta un piccolo idolo della fertilità presumibilmente ispirato a statuette votive viste durante il viaggio in Estremo Oriente che Ernst compì qualche anno prima. Secondo altre interpretazioni egli sarebbe una citazione dell'ermafrodita Tiresia della leggenda greca. L'idolo, rappresentante l'unione tra l'uomo e la donna, è ritratto mentre si asciuga le lacrime, questo stato d'animo è causato dalla concezione limitata ed estremamente pudica della società borghese nei confronti della sessualità e l'inquietudine del dover cercare un'alleanza con l'altro sesso dopo la perdita dell'indipendenza originaria.